# Munții Anti-Liban
Munții Antiliban reprezintă o unitate de relief situată în Asia, pe teritoriul statelor Liban și Siria, ale căror graniță urmărește zona de creastă. La vest se înevcinează cu Valea Bekaa, o depresiune tectonică ce îi desparte de Munții Liban, la sud, sudat cu Înălțimile Golan este delimitat de valea râului Hasbani, iar spre est se continuă cu Podișul Siriei, în care este localizat Damascul, iar spre nord se întind până în dreptul orașului sirian Homs. Catena montană are o lungime de 150 km, iar punctul cel mai înalt este Muntele Hermon (2814 m), localizat în sud.